# Storeidet
Storeidet är ett bergspass i Antarktis. Det ligger i Östantarktis. Norge gör anspråk på området. Storeidet ligger 2 019 meter över havet.
Terrängen runt Storeidet är kuperad åt nordväst, men åt sydost är den bergig. Terrängen runt Storeidet sluttar norrut. Trakten är obefolkad. Det finns inga samhällen i närheten. 